# Roi (canción de Bilal Hassani)
«Roi» (en español: Rey) es una canción del cantante francés Bilal Hassani. La canción representó a Francia en el Festival de la Canción de Eurovisión 2019 en Tel Aviv. La canción fue lanzada para descarga digital el 11 de enero de 2019 a través de la discográfica Low Wood.